# Cladorhynchus leucocephalus
Cladorhynchus leucocephalus е вид птица от семейство Recurvirostridae, единствен представител на род Cladorhynchus.

## Разпространение
Видът е разпространен в Австралия.